# Résolution 1817 du Conseil de sécurité des Nations unies
Membres permanents
- Chine
- États-Unis
- France
- Royaume-Uni
- Russie

Membres non permanents
- Afrique du Sud
- Burkina Faso
- Belgique
- Costa Rica
- Croatie
- Indonésie
- Italie
- Libye
- Panama
- Viet Nam

Résolution no 1816 Résolution no 1818
La résolution 1817 du Conseil de sécurité des Nations unies a été adoptée à l'unanimité le 11 juin 2008.

## Résolution
Se déclarant extrêmement préoccupé par la contrebande généralisée vers et à l'intérieur de l'Afghanistan de composés chimiques utilisés illégalement pour raffiner l'héroïne, le Conseil de sécurité a appelé tous les pays membres de l'ONU à contribuer à resserrer les contrôles internationaux et régionaux sur la fabrication et le commerce des précurseurs chimiques, et empêcher leur détournement vers les marchés illicites.
Adoptant à l'unanimité la résolution, le Conseil de sécurité a noté que la majeure partie de l'opium produit en Afghanistan était transformée à l'intérieur du pays, et a appelé tous les États membres à intensifier leur coopération pour surveiller le commerce international des précurseurs chimiques, en particulier l'anhydride acétique, qui est utilisé légalement par les industries pharmaceutique, textile et du cuir, mais est également le précurseur essentiel utilisé pour la conversion de l'opium en morphine et en héroïne.
Dans la perspective de la conférence internationale de Paris en faveur de l'Afghanistan, la résolution encourageait les participants attendus à cette manifestation à "faire des propositions concrètes" sur la manière de résoudre le problème de détournement de précurseurs chimiques à des fins illicites, dans le cadre plus large des discussions sur le renforcement des activités de lutte contre les stupéfiants dans le cadre de la stratégie nationale de développement de l’Afghanistan et de la stratégie nationale de contrôle des drogues.
La résolution soulignait également l'importance d'une approche globale du problème de la drogue en Afghanistan et invitait les États Membres, en particulier l'Afghanistan et ses pays voisins producteurs de précurseurs et tous les pays se trouvant sur les routes du trafic, à se conformer pleinement aux dispositions pertinentes de la Convention des Nations unies contre le trafic illicite de stupéfiants et de substances psychotropes, afin de combler les lacunes utilisées par les réseaux criminels pour détourner les précurseurs chimiques du commerce international licite.
Le Conseil a exhorté les États importateurs et exportateurs à renforcer leur réglementation et leur surveillance du mouvement des précurseurs. Le Conseil de sécurité a invité la communauté internationale à fournir à l'Afghanistan un appui financier et technique pour renforcer ses capacités nationales dans ces domaines. Il a souligné qu’il importait de former et d’équiper les services de détection et de répression, y compris la police des frontières et les douaniers, afin qu’ils puissent s’acquitter efficacement de tâches telles que la détection, le stockage, le transport et la destruction des précurseurs chimiques.
Prenant la parole après le vote à l’unanimité, le français Jean-Pierre Lacroix, l’un des principaux auteurs du texte, s’est félicité de cette décision, affirmant que son pays soutenait fermement les efforts de l’Afghanistan pour lutter contre le trafic de drogue et améliorer la stabilité dans tout le pays. La conférence historique de Paris devait donner à l’ensemble de la communauté internationale l’occasion de réaffirmer son attachement à la coopération.